# Gecarcoidea
Gecarcoidea là một chi thuộc họ Cua đất (Gecarcinidae). Chi cua này sống trong các rừng mưa trên đất liền nhưng đến mùa sinh sản chúng phải ra biển để đẻ trứng. Vào mùa khô, các loài cua này khá thụ động, nhưng vào mùa mưa thì chúng hoạt động rất tích cực và sẵn sàng di cư.
Hiện nay có hai loài cua thuộc chi này đã được nhận diện:
- Gecarcoidea lalandii: cua đá
- Gecarcoidea natalis: cua đỏ đảo Christmas

## Hình ảnh

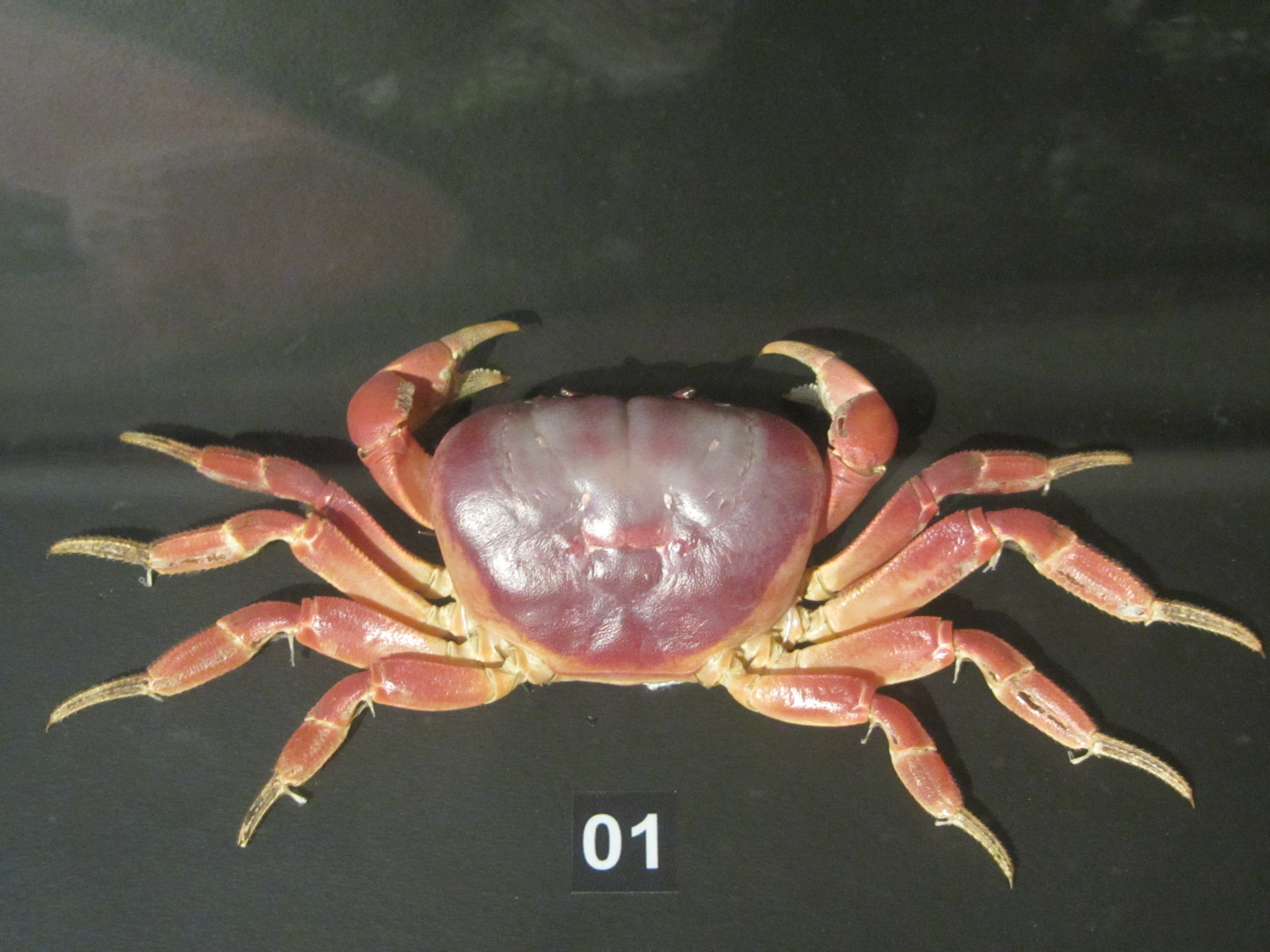